# Sư đoàn Bộ binh 11, Úc
Sư đoàn Bộ binh 11 được lực lượng dân quân Úc thành lập ngày 1 tháng 10 năm 1942, trong thế chiến thứ hai. Sư đoàn được tung vào chiến dịch New Guinea và chiến dịch New Britain; ngày 31 tháng 8 năm 1945, sư đoàn được giải tán.

## Tư lệnh sư đoàn
|   | Tên                        | Hình | Sinh/Mất                                          | Chú ý                          |
| - | -------------------------- | ---- | ------------------------------------------------- | ------------------------------ |
| 1 | Thiếu tướng Cyril Clowes   |      | Ngày 11 tháng 3 năm 1892 Ngày 19 tháng 5 năm 1968 | X                              |
| 2 | Murray Moten               |      | Ngày 3 tháng 7 năm 1899 Ngày 14 tháng 9 năm 1953  | X                              |
| 3 | Thiếu tướng Arthur Allen   |      | Ngày 10 tháng 3 năm 1894 Ngày 25 tháng 1 năm 1959 | Allen ở hàng đầu tiên bên trái |
| 4 | Thiếu tướng Allan Boase    |      | Ngày 19 tháng 2 năm 1894 Ngày 1 tháng 1 năm 1964  | X                              |
| 5 | Thiếu tướng Alan Ramsay    |      | Ngày 12 tháng 3 năm 1895 Ngày 19 tháng 9 năm 1973 | Giáo viên                      |
| 6 | Thiếu tướng Kenneth Eather |      | Ngày 6 tháng 7 năm 1901 Ngày 9 tháng 5 năm 1993   | x                              |

## Biên chế các đơn vị trong sư đoàn
Lữ đoàn Bộ binh 7 Úc
Lữ đoàn Bộ binh 18 Úc
Lữ đoàn Bộ binh 14 Úc
Lữ đoàn Bộ binh 15 Úc
Lữ đoàn Bộ binh 30 Úc
Lữ đoàn Bộ binh 6 Úc
Lữ đoàn Bộ binh 29 Úc
Lữ đoàn Bộ binh 4 Úc
Lữ đoàn Bộ binh 13 Úc
Trung đoàn Thiết giáp 2/6 Úc
Tiểu đoàn Công binh 2/1 Úc
Trung đoàn Thiết giáp 2/8 Úc
Tiểu đoàn Bộ binh 15 Úc
Tiểu đoàn Bộ binh New Guinea 1
Trung đoàn Bộ binh 158 Hoa Kỳ

### Tư liệu
- Chinn, David (2008). "Raising a Regular Infantry Force". Trong Horner, David; Bou, Jean (biên tập). Duty First: A History of the Royal Australian Regiment (ấn bản thứ 2). Crows Nest, New South Wales: Allen & Unwin. tr. 1–18. ISBN 978-1-74175-374-5.
- Dennis, Peter; Grey, Jeffrey; Morris, Ewan; Prior, Robin; Connor, John (1995). The Oxford Companion to Australian Military History (ấn bản thứ 1). Melbourne: Oxford University Press. ISBN 0-19-553227-9.
- McKenzie-Smith, Graham (2018). The Unit Guide: The Australian Army 1939–1945. Quyển 2. Warriewood, New South Wales: Big Sky Publishing. ISBN 978-1-925675-146.
- Palazzo, Albert (2001). The Australian Army: A History of its Organisation 1901–2001. South Melbourne, Victoria: Oxford University Press. ISBN 0-19-551507-2.